# 孫安
孫 安（そん あん）は、中国の小説で四大奇書の一つである『水滸伝』の登場人物。
第94回から110回まで登場する、田虎配下の殿帥。涇原の出身で、田虎が河北に建国した晋の朝廷では殿帥の位についていた。身の丈9尺、腰周り8囲という巨漢で、兵法に詳しく体力衆に抜きん出て武芸に秀で、二振りの鑌鉄の剣を得物としていた。かつて父の仇を殺し、役人の追及を受けて逃げていた。同郷の出で親友だった喬道清が田虎の配下になっていると聞いて喬道清の下に身を投じ、彼の推薦を受けて田虎の配下になり手柄を立てて殿帥の地位を得る。

## 生涯
孫安が初めて登場するのは、威勝で田虎が開いた壷関・晋寧への援兵の協議の場である。喬道清が壷関へ救援に行くことを奏上すると、続いて孫安が進み出て晋寧へ救援に行くことを奏上し、征南大元帥に任じられてその日のうちに、孫安は10名の偏将と2万の兵を引き連れて晋寧に出撃した。
孫安の救援軍は晋寧に到着したが、既に晋寧は盧俊義率いる宋軍に落とされており、孫安は城外10里の所に陣を構えたて宋軍に相対した。宋軍はすぐに城を打って出て孫安の軍に攻めかかるが、孫安が秦明と激しく打ち合い勝負がつかないのを盧俊義が見て、正面からぶつかることは下策であると判断し、その日は退却する。翌日、孫安は前線に出た盧俊義と一騎討ちを繰り広げる。激しい打ち合いの中、盧俊義が逃げ出すと孫安は彼を追って林のところまでいくが、それは罠であり、左右から殺到して来た伏兵によって絆馬索に絡め倒され捕縛されてしまい、晋軍は敗走してしまう。縛られた孫安は盧俊義の前に引き出されるが、盧俊義自身に縄を解かれ手厚くもてなされて、天朝に帰順するよう勧められる。盧俊義の意気に感じいった孫安は帰順を願い出て、城外の7人の偏将・1万5千の兵を説得し、宋軍に投降する。投降軍歓待の宴の中、孫安は自分が壷関に赴いて様子を探り、喬道清に帰順をすすめたいと盧俊義に告げる。盧俊義はそれを許可して、孫安は晋寧に逗留していた戴宗に神行法の術をかけられて、盧俊義に先立って壷関に向かう。壷関に着いた孫安は喬道清が敗れて百谷嶺にいることを知ると、すぐに山を登って喬道清の下に行き公孫勝の言葉を挙げて帰順することを勧め、喬道清を宋軍に投降させる。
田虎が捕えられ東京で処刑されると、宋江が王慶討伐の詔勅を受けたので、孫安は他の降将とともに従軍する。孫安は宛州城攻略、隆中山の戦い、山南州城攻略、竜門関攻略で戦い功績を上げた。宋江達が九宮八卦陣を敷いて王慶軍と戦っている間に行った南豊城攻めの際は、敵軍になりすまして東門城内に突撃した。しかし逆に落とし穴の罠にかかり、7人の偏将ことごとくを失うも、孫安自身が先頭に立って兵士達に穴を埋めさせて東門を奪い取り、南豊城陥落の一助とした。戦が終わって王慶は捕縛され、占領されていた八郡八十六州県の州務の引き継ぎや、太平の宴、戦没者のための祭が全て終わった頃、急病のために孫安は陣営で逝去する。亡骸は手厚い礼をもって棺に納められ、竜門山に埋葬された。
孫安の死に際して、喬道清は酷く嘆き悲しみ、東京への凱旋に加わることなく馬霊と共に陣を去って行った。